# Callipta iranica
Callipta iranica es un coleóptero de la familia Chrysomelidae. Fue descrita en 1997 por Lopatin.